# سیمپوسوئلوس
سیمپوسوئلوس (اسپانیایی: Ciempozuelos‎ِ ‏تلفظ اسپانیایی: [θjempoˈθwelos]) دهستانی در بخش خودمختار مادرید در کشور اسپانیاست. مساحت این دهستان در مجموع ۴۹٫۶۴ کیلومتر مربع است و از ۱ ژانویه ۲۰۲۰، جمعیت آن ۲۵٬۱۰۴ نفر ثبت شده‌است. رودخانهٔ جارما از شرق سیمپوسوئلوس می‌گذرد.